# 山都通潤橋インターチェンジ
山都通潤橋インターチェンジ（やまとつうじゅんきょうインターチェンジ）は、熊本県上益城郡山都町にある九州中央自動車道のインターチェンジである。計画段階での仮称は矢部インターチェンジであった。

## 歴史
- 2022年（令和4年）12月10日 - 「矢部清和道路」中心杭打ち式の席上で正式名称が山都通潤橋ICとなることが発表される[2]。
- 2024年（令和6年）2月11日 : 山都中島西IC - 山都通潤橋IC間開通に伴い供用開始[3][4][5]。

## 接続する道路
- 国道218号[1]

## 料金所
無料区間であり料金所は設置されていない。

## 周辺
- 道の駅通潤橋[6]
- ベスト電器矢部店
- サンライズホームセンター矢部店
- ごかせ号山都町バス停
- 丸重ミートバイパス店
- えびすぱーな矢部店
- ヤマト運輸矢部営業所[7]

## 隣
E77 九州中央自動車道
(4)山都中島東IC - (5)山都通潤橋IC - 清和IC（事業中）